# Elecciones municipales de Venezuela de 2014
Las elecciones municipales extraordinarias de Venezuela de 2014 fueron realizadas el domingo 25 de mayo de 2014 en el municipio San Diego y el municipio San Cristóbal tras el encarcelamiento de los alcaldes Vicencio Scarano Spisso y Daniel Ceballos respectivamente. Fueron hechas después de las elecciones municipales de 2013, convocadas por el Consejo Nacional Electoral (CNE), y solo en San Diego y San Cristóbal. Ambas candidatas (además de electas) son esposas de los exalcaldes de los municipios.

## Convocatoria
El 9 de abril de 2014 el Consejo Nacional Electoral convocó elecciones en San Diego y San Cristóbal debido a la destitución de los alcaldes de ambos. Tibisay Lucena, indicó a través de una rueda de prensa sobre la aprobación de la convocatoria para la elección del (alcalde) del municipio San Diego del estado Carabobo, que se realizará el 25 de mayo, en el municipio San Cristóbal del estado Táchira se realizará en la misma fecha.

## Alcaldes electos
|  | 87,70 % |

|  | 11,57 % |

|  | 64,65 % |

|  | 73,60 % |

|  | 25,54 % |

|  | 59,05 % |

|  | 60,32 % |